# Karl August Varnhagen von Ense

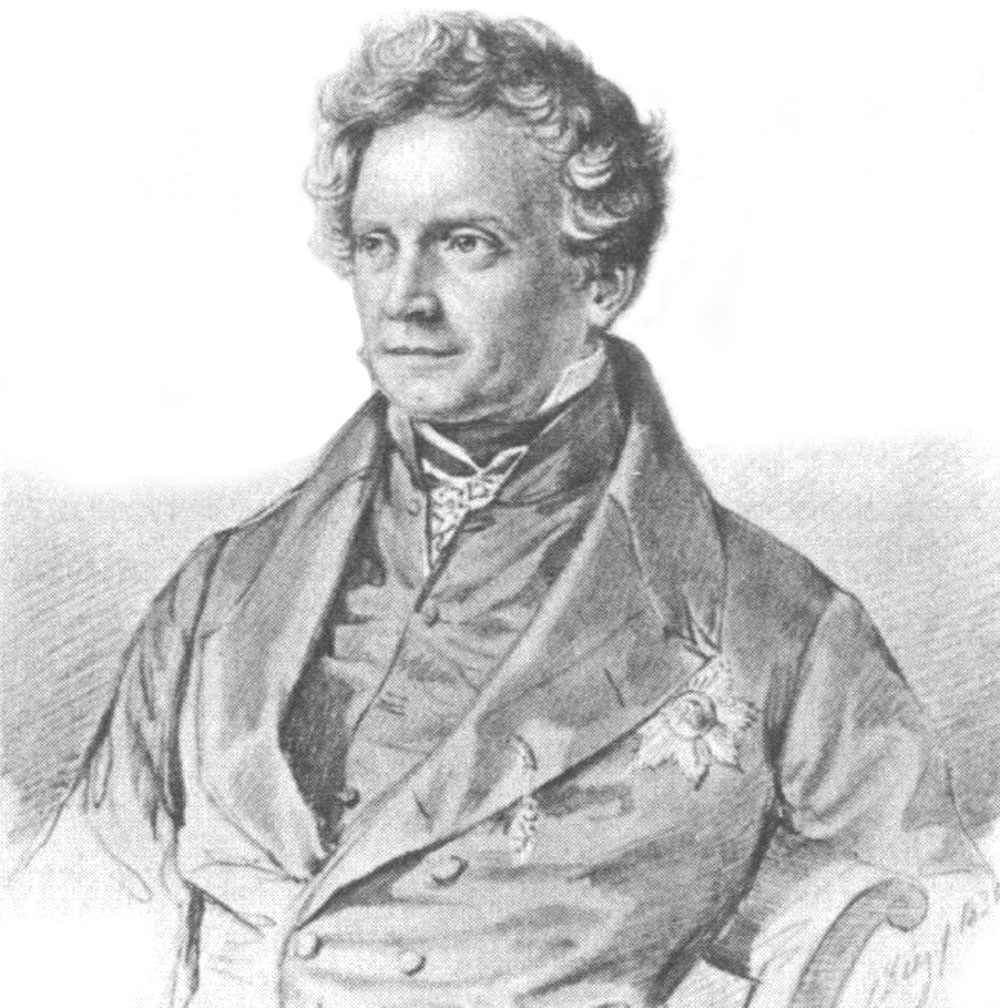
K. A. Varnhagen von Ense 1839 (Zeichnung von Samuel Friedrich Diez)

Karl August Varnhagen, ab 1826 auch offiziell Varnhagen von Ense (* 21. Februar 1785 in Düsseldorf; † 10. Oktober 1858 in Berlin) war ein deutscher Chronist der Zeit der Romantik bis zur Revolution 1848 und des sich anschließenden Jahrzehnts der Reaktion, außerdem Erzähler, Biograph, Tagebuchschreiber und Diplomat.

## Leben

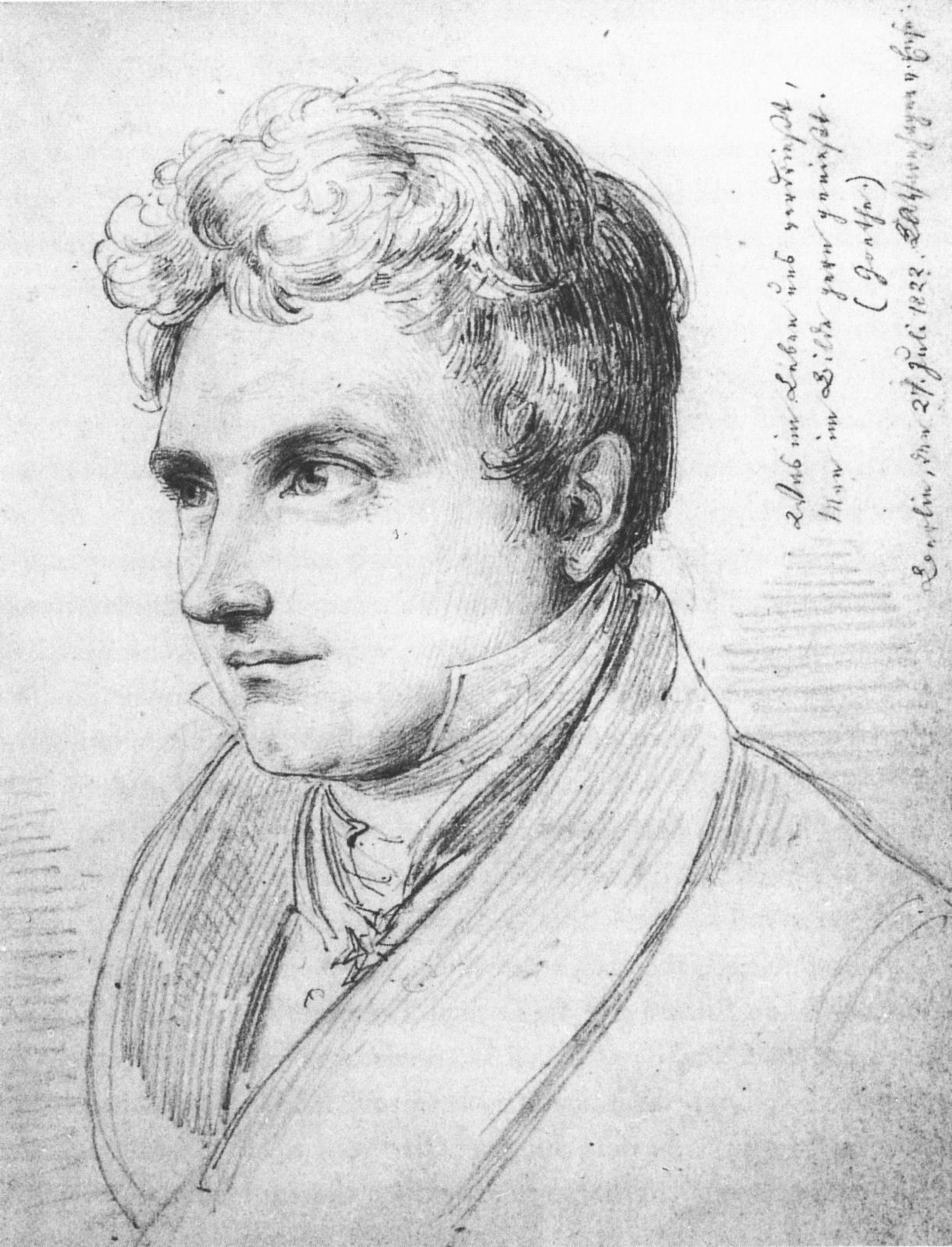
Karl Varnhagen von Ense 1822 (Zeichnung von Wilhelm Hensel)

Karl August Ludwig Philipp Varnhagen wurde 1785 als Sohn des Arztes Johann Andreas Jacob Varnhagen (1756–1799) und dessen Ehefrau Anna Maria, geborene Kuntz (1755–1826) im damals bergischen Düsseldorf geboren. Als Kind geriet er aufgrund von Aufenthalten am Rhein, in Straßburg, in Brüssel und in Hamburg in den Umkreis der Französischen Revolution. Der Vater neigte der Politik zu. Der Sohn wuchs eine Zeitlang fern von Mutter und Schwester auf. Als 14-Jähriger erlebte Varnhagen von Ense in Hamburg den nach kurzem Siechtum eingetretenen Tod seines Vaters. Er studierte an der Pépinière, der medizinischen Akademie in Berlin, drei Jahre lang, sowie in Halle und Tübingen. Als Hauslehrer und Hofmeister sowie Erzieher bei Familien des jüdischen Bürgertums lernte er früh jüngere, aber teilweise schon prominente Zeitgenossen kennen, so Adelbert von Chamisso, Justinus Kerner, Friedrich de la Motte Fouqué, Ludwig Uhland und zahlreiche andere Dichter der Romantik. Mit einigen von ihnen gründete Varnhagen von Ense den Nordsternbund und beteiligte auch seine Schwester Rosa Maria an seinen Anthologien (Erzählungen und Spiele, 1807; Chamisso-Varnhagen-von-Ense’scher Musenalmanach, 1804–1806). Von 1804 bis 1806 lieferte Varnhagen Beiträge für die von Friederich Alexander Bran in Hamburg herausgegebene Zeitschrift Nordische Miszellen.

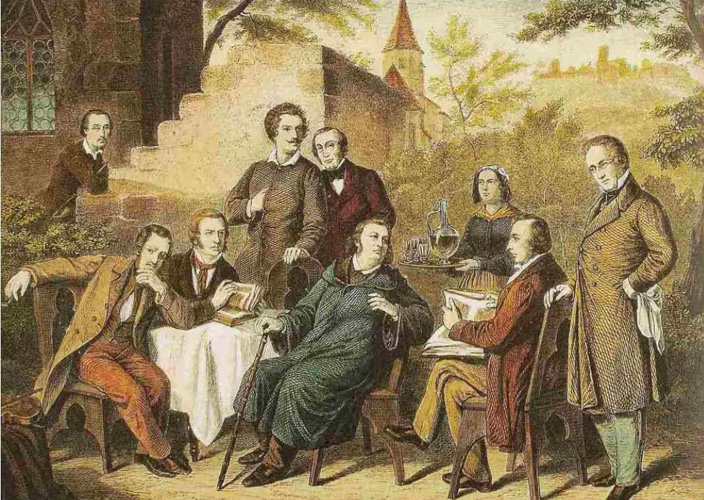
Seracher Dichterkreis, Varnhagen von Ense ganz rechts

Im Juni 1809 meldete sich Varnhagen als Freiwilliger beim österreichischen Heer in Deutsch-Wagram und wurde gleich als Fähnrich im Regiment des Obersts Wilhelm von Bentheim aufgenommen. Bei der Schlacht bei Wagram (5./6. Juli 1809) wurde er verwundet, ebenso wie Oberst von Bentheim. Den pflegte Varnhagen dank seiner medizinischen Kenntnisse so geschickt, dass er von ihm zu seinem persönlichen Adjutanten gemacht wurde. 
Im Juni 1810 begleitete er von Bentheim nach Paris. Dort lernte er Metternich, Alexander von Humboldt und Friedrich Karl von Tettenborn, den Attaché an der österreichischen Botschaft, kennen. 
Varnhagen war ab 1810 in Prag stationiert, wo sich zu der Zeit auch Freiherr von Stein aufhielt, zu dem Varnhagen engen Kontakt pflegte.
Bis Dezember 1811 war in Prag auch Ernst von Pfuel als Hauptmann in österreichischen Diensten stationiert. Von Pfuel arbeitete zusammen mit von Stein daran den Widerstand gegen die französische Vorherrschaft in Europa zu organisieren. Er hatte in Prag 1811 auch den Schwimmunterricht für Soldaten eingeführt. Damit noch mehr Soldaten im Schwimmen ausgebildet werden konnten, hat er zusammen mit Varnhagen ein Schwimmbad geplant, das, bis dahin einzigartig, 1812 gebaut wurde. Von Stein ging Ende Mai 1812 nach Russland als Berater von Zar Alexander I., und Ende Juli folgte ihm von Pfuel dorthin. 
Varnhagen verließ im August 1812 Prag, machte zunächst Urlaub in Teplitz und ging anschließend nach Berlin. Dort bewarb er sich beim Staatskanzler Hardenberg und bekam eine Zusage als Offizier in der preußischen Armee. Als jedoch Ende Februar und ein zweites Mal am 5. März 1813 ein russischer Vortrupp unter der Leitung des Oberst Tettenborn, den Varnhagen von seinem Paris-Aufenthalt kannte, in Berlin einrückte, beschloss Varnhagen sich dessen Regiment anzuschließen, zumal auch sein Freund von Pfuel als Major und Adjutant Tettenborns dabei war. 
Am 22. März 1813 trat Varnhagen als russischer Hauptmann seinen Dienst in Hamburg an, das fünf Tage vorher von Tettenborn besetzt worden war. Zuvor hatte er in Breslau, wohin die Regierung ausgewichen war, von Hardenberg persönlich die Übernahme in preußische Dienste nach dem Krieg zugesichert bekommen. Für die „Befreiung“ Hamburgs bekam Tettenborn von der Bürgerschaft 5000 Louis d’or und seine Mannschaft 500 Louis d’or, von dem wohl auch Varnhagen einen guten Anteil erhielt. Tettenborn stellte eine Hanseatische Legion auf, bei der Varnhagen für die Organisation des Sanitätsdiensts verantwortlich war. Außerdem sollte Varnhagen durch Pressearbeit die Bevölkerung zum Aufstand gegen die französische Besatzung motivieren. Bereits einen Tag nach der Eroberung Hamburgs erschien die renommierte Zeitung Hamburgischer Correspondent, die während der Besatzungszeit nur französisch erscheinen durfte, wieder auf Deutsch. In der veröffentlichte Varnhagen zahlreiche Beiträge. Nachdem Jakob Daevel, ein Mitarbeiter im Stab von Tettenborn, im Frühjahr 1813 die Zeitung Deutscher Beobachter gegründet hatte, nutzte Varnhagen diese für seine Publikationen. Am 30. Mai 1813 wurde Hamburg durch französische Truppen unter Marschall Davout zurückerobert und Tettenborn zog sich nach Boizenburg zurück.
Den Waffenstillstand im Sommer 1813 nutzte Varnhagen um die Geschichte der hamburgischen Begebenheiten während des Frühjahrs 1813 zu verfassen. Im September 1813 erschien zum ersten Mal seine Zeitung aus dem Feldlager, ein Propaganda-Blatt, das über die militärischen Erfolge im Kampf gegen die französische Besatzung informierte und in hoher Auflage kostenlos verteilt wurde. Mitte Oktober 1813 nahm Varnhagen an der Befreiung Bremens teil. Er musste das Posthaus auflösen und zu Geld machen. Den Erlös daraus in Höhe von 200 Louis d’or durfte er behalten. Zusammen mit den 200 Louis d’or, seinem Anteil an der Gesamtbeute, war das genug um zwei Jahre gut davon leben zu können.
Ende Oktober 1813 entschloss sich der schwedische Kronprinz Karl Johann, ehemals französischer Marschall Bernadotte, mit der Nordarmee nach Hamburg und Holstein vorzurücken, um für sein Land von Dänemark die Herausgabe von Norwegen zu erstreiten. Varnhagen rückte im Dezember 1813 mit Tettenborns Regiment bis an die Eider bei Friedrichstadt vor, aber ohne groß in Kämpfe verwickelt zu werden. Er hatte sogar Gelegenheit Bernadotte persönlich kennenzulernen. Zwar wurde bereits am 14. Januar 1814 der Kieler Friede geschlossen, dennoch blieb die Zeit bei der Bevölkerung als Kosakenwinter in schlechter Erinnerung.
Tettenborns Regiment marschierte gleich nach dem Friedensschluss Richtung Rhein und über Köln und Trier in die Champagne um sich dort am Kampf gegen Napoleon zu beteiligen. Bedeutsam war die Beteiligung am Gefecht bei Saint-Dizier am 26. März 1814. Obwohl Tettenborn geschlagen wurde, wurde Napoleon entscheidend aufgehalten, so dass seine Armee erst drei Tage später als das Koalitionsheer nach Paris kam. Varnhagen blieb von April bis Mitte Juni in Paris, danach ging er zur Erholung nach Teplitz. Dort schrieb er das Buch Die Geschichte der Kriegszüge des General Tettenborns während der Jahre 1813–14, das 1815 erschien.
Für seine Verdienste als kaiserlich-russischer Kapitän in den Befreiungskriegen wurde ihm vom preußischen König Friedrich Wilhelm III. am 28. Dezember 1814 der Orden Pour le Mérite verliehen. Später begleitete er Hardenberg zum Wiener Kongress und nach Paris. Er wurde 1815 zum preußischen Gesandten in Karlsruhe berufen, aber 1819, „demokratischer Neigungen“ verdächtig, abberufen und ließ sich darauf in Berlin nieder. 1813 wurde Varnhagen von Ense Mitglied im Bund der Freimaurer, seine Mutterloge war die Freimaurerloge Zur goldenen Kugel in Hamburg.
Am 27. September 1814 heirateten er und die 14 Jahre ältere Schriftstellerin Rahel Levin, die sich damals bereits seit Jahren Robert-Tornow nannte. Nach deren Tod 1833 gab der Witwer die Auswahlsammlung mit Briefen und Tagebuch-Auszügen Rahel: Ein Buch des Andenkens für ihre Freunde heraus (1 Band 1833, 3 Bände 1834) und sammelte die von ihr überlieferten 6000 Briefe sowie weitere Briefe von und an 9000 Personen. Zusammen mit weiteren eigenen oder durch Schenkungen, Tausch oder Kauf erworbenen Autographen schuf er so die Sammlung Varnhagen. Seine Nichte Ludmilla Assing (1821–1880) wurde seine Universalerbin und gab die Tagebücher Varnhagen von Enses sowie zahlreiche weitere Bücher dieser Sammlung heraus. Testamentarisch vermachte sie die Handschriften, Bücher und Bilder der Königlichen Bibliothek zu Berlin, die sie im Frühjahr 1881 in ihren Bestand aufnahm. Im Zweiten Weltkrieg wurde die Bibliothek nach Schlesien ausgelagert, weshalb sich heute die Handschriften in der Biblioteka Jagiellońska, der Bibliothek der Jagiellonen-Universität in Krakau, die Bücher und Bilder indes in der Staatsbibliothek zu Berlin befinden.

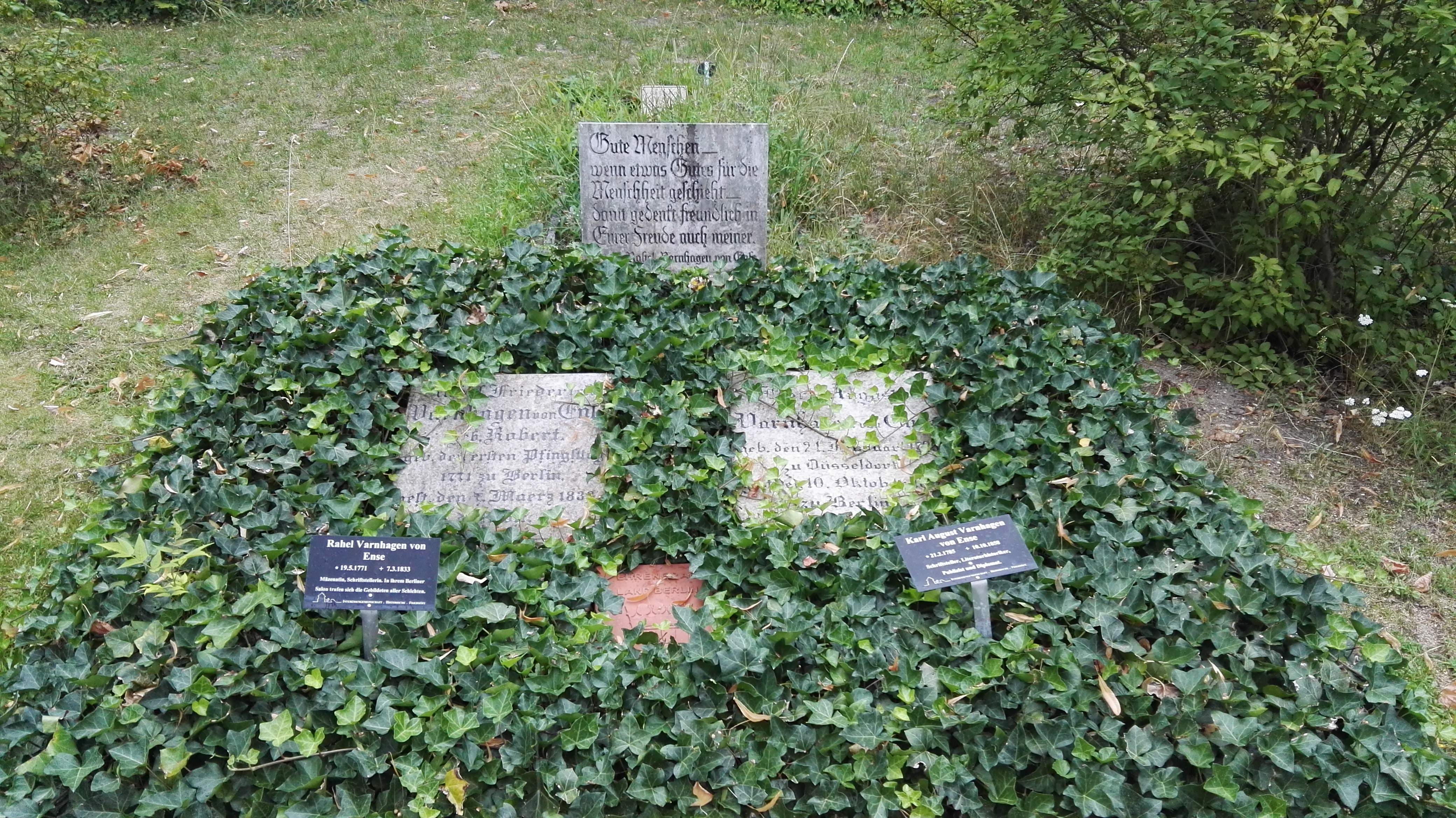
Ehrengrab des Ehepaars Varnhagen von Ense in Berlin-Kreuzberg

Die gemeinsame Grabstätte des Ehepaars Varnhagen von Ense befindet sich auf dem Dreifaltigkeitsfriedhof I in Berlin-Kreuzberg. Obwohl sie 25 Jahre vor ihrem Gatten gestorben war, wurde Rahel Varnhagen erst neun Jahre nach ihm hier beigesetzt. Zuvor war ihr Sarg in einer Halle auf dem Friedhofsquartier vor dem Halleschen Tor aufbewahrt worden. Als Grabmarkierungen dienen zwei marmorne Kissensteine mit Inschriften, die auf dem efeubewachsenen Grabhügel liegen. Eine weitere Marmorplatte mit einem Zitat von Rahel Varnhagen ist stehend angebracht. Die Grabstätte wurde im Herbst 2007 durch das Landesamt für Denkmalpflege und die Varnhagen Gesellschaft restauriert und mit einer Ruhebank versehen.
Auf Beschluss des Berliner Senats ist die letzte Ruhestätte des Ehepaars Varnhagen (Grablage DV2-2-38/39), zu Ehren von Rahel Varnhagen, seit 1956 als Ehrengrab des Landes Berlin gewidmet. Die Widmung wurde im Jahr 2016 um die inzwischen übliche Frist von zwanzig Jahren verlängert.

## Adelstitel
Im Jahr 1826 kamen Zweifel auf, ob Varnhagen seinen Adelstitel, den er seit 15 Jahre verwendete, zu Recht trug. Um einen Skandal zu verhindern, wurde er in aller Stille am 18. Dezember 1826 nachträglich geadelt.

## Ehrungen
- Karl August Varnhagen von Ense war Ritter des Ordens Pour le Mérite (1814).
- Der damalige Kronprinz Bernadotte, spätere König von Schweden, verlieh ihm das Kleinkreuz des schwedischen Schwertordens (1815).
- Der Großherzog Ludwig von Baden verlieh ihm das Großkreuz des Ordens vom Zähringer Löwen (1819).
- Für seine Vermittlung im kurhessischen Familienstreit erhielt Varnhagen am 22. März 1829 vom Kurfürsten Wilhelm II. das Kommandeurkreuz I. Klasse des kurfürstlich-hessischen Hausordens vom Goldenen Löwen.
- Varnhagen war Dr. phil. honoris causa der Universität Tübingen (1845).
- Nach Rahel und Karl August Varnhagen von Ense wurde ein Asteroid benannt.[12]

## Schriften
- Testimonia auctorum de Merkelio, das ist: Paradiesgärtlein für Garlieb Merkel. Hammer, Kölln u. a. 1806 (Digitalisat der Universitäts- und Landesbibliothek Düsseldorf).
- Geschichte der Kriegszüge des Generals von Tettenborn. 1815 (Digitalisat).
- Biographische Denkmale. 5 Bände, Ge. Reimer, Berlin 1824–1830; 2., vermehrte und verbessert Auflage 1845–1846.
- Leben des Fürsten Blücher von Wahlstadt. 1826 (Digitalisat).
- Graf Schlabrendorf, amtlos Staatsmann, heimathfremd Bürger, begütert arm. Züge zu seinem Bilde. In: Historisches Taschenbuch (Friedrich von Raumer, Hrsg.). Dritter Jahrgang, Leipzig 1832, S. 247–308.
- Denkwürdigkeiten und vermischte Schriften. 7 Bände (1837–1846) (Digitalisat und Volltext Band 1–3).
- Denkwürdigkeiten und vermischte Schriften. Band 8 (Digitalisat) und 9 (Digitalisat). Hrsg. v. Ludmilla Assing, F. A. Brockhaus, Leipzig 1859.
- Goethe in den Zeugnissen der Mitlebenden. Anonym erschienen 1823, Textarchiv – Internet Archive.
- Zur Geschichtschreibung und Literatur. Berichte und Beurtheilungen. 1833 (Digitalisat).
- Hrsg.: Rahel. Ein Buch des Andenkens für ihre Freunde. (1 Band, Berlin 1833; Buchhandelsausgabe: 3 Bände, Duncker & Humblot, Berlin 1834).
  - Digitalisat und Volltext im Deutschen Textarchiv Band 1
  - Digitalisat und Volltext im Deutschen Textarchiv Band 2
  - Digitalisat und Volltext im Deutschen Textarchiv Band 3
- Biographien verschiedener preußischer Generäle (u. a. Leopold v. Anhalt-Dessau, Blücher, Bülow von Dennewitz, Keith, Schwerin, Seydlitz),
  - Hans Karl von Winterfeld. Textarchiv – Internet Archive.
- Tagebücher. 14 Bände (= Aufzeichnungen von 1834–1858), hrsg. v. Ludmilla Assing. F. A. Brockhaus, Leipzig; Meyer & Zeller, Zürich; Hoffmann und Campe, Hamburg 1861–1870, Band 1 (1861, Digitalisat); Band 2 (Digitalisat); Band 3 (Digitalisat); Band 4 (Digitalisat); Band 5 (Digitalisat); Band 6 (1862, Digitalisat); Band 7 (Digitalisat); Band 8 (Digitalisat); Band 9 (Digitalisat); Band 10 (Digitalisat); Band 11 (1869, Digitalisat); Band 12 (1870, Digitalisat); Band 13 (Digitalisat); Band 14 (1870, Digitalisat).
  - Betrachtungen und Bekenntnisse. Auswahl aus Tagebüchern von 1835 bis 1858. Hrsg. v. Dieter Bähtz. Rütten & Loening, Berlin (DDR) 1980.
  - Journal einer Revolution: Tagesblätter 1848/49 Auswahl der Texte von Hans Magnus Enzensberger, Noten und Personenverzeichnis von Michael Becker. Greno-Verlag, Nördlingen 1986 (Die Andere Bibliothek), ISBN 978-3-921568-70-5.
- Blätter aus der preußischen Geschichte. Hrsg. von Ludmilla Assing, 5 Bände, F. A. Brockhaus, Leipzig 1868–1869. Band 1: 1868 (Digitalisat), Band 2: 1868 (Digitalisat), Band 3: 1868 (Digitalisat), Band 4: 1869 (Digitalisat), Band 5: 1869 (Digitalisat)
  - Neudruck, mit einer Einleitung hrsg. von Nikolaus Gatter, Olms-Weidmann, Hildesheim, Zürich, New York 2009 (Historia Scientiarum. Fachgebiet Geschichte und Politik), ISBN 978-3-487-13675-2.
- Briefwechsel mit Alexander von Humboldt. 5 Auflagen, hrsg. v. Ludmilla Assing. F. A. Brockhaus, Leipzig 1860 (Digitalisat).
- Briefwechsel mit Fürst Pückler, hrsg. v. Ludmilla Assing, Wedekind & Schwieger, Berlin 1874 (Briefwechsel und Tagebücher, Bd. 3) (Digitalisat).
- Briefwechsel mit Rahel Varnhagen von Ense. 6 Bände, hrsg. v. Ludmilla Assing, F. A. Brockhaus, Leipzig 1874–1875, Band 1 (Digitalisat), Band 2 (Digitalisat), Band 3 (Digitalisat), Band 4 (Digitalisat), Band 5 (Digitalisat), Band 6 (Digitalisat).
- Briefwechsel mit Friedrich de La Motte Fouqué 1806–1834. Hrsg. v. Erich H. Fuchs, Antonia Magen, Universitätsverlag Winter, Heidelberg 2015, ISBN 978-3-8253-6423-6.
- Reiz und Liebe. In: Deutscher Novellenschatz. Hrsg. von Paul Heyse und Hermann Kurz. Band 15. 2. Auflage. Globus-Verlag, Berlin [1910], S. 1–79 Digitalisat und Volltext im Deutschen Textarchiv.
- Paris, 1810. Reisebericht aus Straßburg, Lothringen und Paris mit neun Briefen von Henriette Mendelssohn an den Autor. Hrsg. und mit einem Nachwort von Nikolaus Gatter, Varnhagen Gesellschaft, Köln 2013, ISBN 978-3-00-040929-5 (Digitalisat).
- Aufbruch nach Tübingen. Reiseblätter 1808. Hrsg. von Peter Sprengel, Wallstein, Göttingen 2024, ISBN 978-3-8353-5620-7.